# Ф91 Дюделанж
Ф91 Дюделанж — футбольний клуб з міста Дюделанж, Люксембург. Виступає у Національному дивізіоні.
Клуб утворений у 1991 році в результаті злиття місцевих клубів «Альянс», «Стад» і ЮС.

## Історія
У 2018 році «Дюделанж» став першим клубів з Люксембургу, який зумів пройти в груповий етап Ліги Європи під керівництвом німецького тренера Діно Топпмеллер.
У сезоні 2019–2020 «Дюделанж» також пробився в груповий етап Ліги Європи і став першим люксембурзьким клубом, який переміг на груповому етапі цього турніру, обігравши в першому турі на виїзді кіпрський АПОЕЛ з рахунком 4:3.

## Досягнення
- Чемпіон Люксембургу (16): 1999-00, 2000-01, 2001-02, 2004-05, 2005-06, 2006-07, 2007-08, 2008-09, 2010-11, 2011-12, 2013-14, 2015-16, 2016-17, 2017-18, 2018-19, 2021/22

- Володар Кубка Люксембургу (8): 2003-04, 2005-06, 2006-07, 2008-09, 2011-12, 2015-16, 2016-17, 2018-19